# Formacja Kirtland
Formacja Kirtland – formacja skalna znajdująca się w hrabstwie San Juan w stanie Nowy Meksyk i Kolorado w Stanach Zjednoczonych. Zbudowana jest z osadów mułowcowo-piaszczystych facji pozakorytowej. Jej miąższość wynosi 594 m. Powstała w kredzie górnej. W tej formacji znaleziono liczne skamieniałości, m.in. szczątki dinozaura Naashoibitosaurusa.